# Вътрешен двор
Вътрешен двор е незастроена част от дворното място, която е заградена частично или напълно от една или повече сгради. Понякога пространството е разделено на части от стени и всяка част е наричана (вътрешен) двор. Основното му предназначение е защита във възможно най-широк смисъл. В различните култури защитата може да бъде на собствеността, от несгодите на околната среда, за постигане на уединение и др.
При по-големи единични сгради вътрешният двор се изгражда с цел наличие на прозорци във вътрешността на сградата – за достъп на светлина и въздух.
Най-ранните известни вътрешни дворове са построени в Иран и Китай датиращи от 3000 г. пр. Хр. Дворовете в миналото са били използвани за различни цели, включително за готвене, спане, работа, игри, градинарство и дори места за държане на животни.

## Древен Рим
В Древния Рим атриумът е по-скоро общо помещение в къщата с отвор в покрива (комплувиум) за събиране на дъждовна вода в малък басейн под него.
Съвременното значение на атриум е видоизменено в посока вътрешен двор, който е закрит с прозрачен покрив.

## Крепостен двор
Крепостите имат вътрешен двор, обграден от укрепленията. Той позволява лесен достъп до различните части от крепостта и пространство за упражнения на защитниците.
Същевременно служи като още едно препятствие срещу превъзхождащ нападател – дори крепостната врата да бъде преодоляна, защитниците могат да обстрелват отвисоко нападателите.

## Манастирски двор
Традиционно манастирските сгради ограждат даден терен и са своеобразна крепост – както срещу въоръжен нападател, така и срещу „изкушенията на външния свят“. Манастирската църква в повечето християнски манастири е разположена в така образувания вътрешен двор. В романската и готическата църковна и манастирска архитектура, обикновено вътрешният двор (клоатър) е прилепен към дългата фасада на катедрала или манастирска църква.

## Саан
Почти всяка джамия има вътрешен двор, саан, където вярващите могат да изпълняват молитвите си. Заобиколен е от галерии с арки и колони. В средата има симетричен шадраван, чиято вода служи за ритуално измиване.
Във вътрешния двор на джамията ел-Масджид ел-Харам в Мека е разположен Каабата, считана за най-голямата светиня на Исляма. Дворът около нея е основното място за молитва при ежегодното поклонение Хадж. През втората половина на XX век напливът от богомолци е толкова голям, че кралят на Саудитска Арабия предприема голямо разширение след 1984 г. Оценката е, че сега джамията може да побере около 820 000 поклонници.

## Османска империя
Важна за търговския живот на Османската империя е мрежата от кервансараи и ханове, даващи подслон на пътуващите търговци или на земеделци, дошли в града да продадат част от реколтата. Задължителна част в тях е вътрешният двор, който е място за защита от нападения, за общуване и търговия, а с развитието на градските ханове - и за производство. По-бедните посетители на малките крайпътни ханове са спестявали като спят на двора - върху сено в каруците.

## Стопански двор
В българската селска къща вътрешният двор най-често е ограден от стопански постройки - обор, сеновал, кокошарник и др. Предназначението му е да позволява ограничена свобода на домашните животни като същевременно ги ограничава да не избягат и позволява защита, напр. от куче-пазач.

## Патио
Вътрешният двор е характерен и почти задължителен елемент от архитектурата по Западното Средиземноморие - Северна Африка и повлияните от мавърското нашествие Португалия и Испания, като на особена почит се радва в областта Андалусия. Нарича се patio, като думата се среща в българския език и преведена като вътрешен двор, и като транслитерацията „патио“.
Той е залегнал дълбоко в традицията на „самовглъбения“, интериорно-ориентиран мавритански стил, при който къщите може и да нямат прозорци, които гледат навън към улицата, но задължително имат уединен вътрешен двор, който играе ролята на център на живота в къщата.
Служи за хранене и отдих на чист въздух в условията на усамотение и сигурност. Може да бъде изцяло обграден от стените на къщата, или само частично, като тогава бива отделен от улицата или от съседен двор посредством по-висок зид.
Обикновено е павиран и богат на зеленина и цветя, а границата му с приземния етаж на къщата е оформена като колонада, под чийто навес са разположени пейките за почивка, и обзавеждането за хранене. Елементи от дизайна могат да бъдат фонтани, езерца за събиране на дъждовна вода (заемка от имплувиумите в римските вили), беседки, люлки, големи глинени делви, витражи.

## Вътрешен двор в съвременния град
В градски условия, особено в централните части, по-високата плътност на застрояване предразполага сградите по протежение на дадена улица да са долепени една до друга (т.нар. „застрояване на калкан“). Изискванията за отстояние създават празно пространство между сградите на две съседни улици. Когато е налице подобно застрояване по всички улици около дадено каре, се образува вътрешен двор от незастроените части на отделните парцели. Той може да бъде незаграден, за общо ползване от всички околни сгради, или да бъде разделен чрез преградни стени.
Вътрешните дворове в града имат различна употреба:
- място за отмора – често такива вътрешни дворове са озеленени, имат алейки, понякога фонтани;
- детска площадка - децата играят в защитено от автомобилното движение пространство, което също позволява родителите да ги наблюдават от балкон или прозорец;
- домакински дейности извън апартамента - напр. тупане на килими или пътеки. До средата на 80-те години на XX век някои от вътрешните дворове (на кооперации с малки или без балкони) се използват за простиране на пране;
- автомобилен паркинг – недостигът на места за паркиране по околните улици или забраните за паркиране по тях могат да бъдат преодоляни чрез използване на вътрешните дворове.

В руската култура този тип двор има по-голямо обществено значение. Често има отделен човек, който се грижи за двора – т.нар. „дворник“ (по-рядко е жена, „дворница“). Думата е с видоизменено значение от човека, който във феодална Русия се грижи за градината на дворец.
Въпреки че заграденото от блокове почти изцяло междублоковото пространство до голяма степен прилича и изпълнява функциите на вътрешен двор, то традиционно не се разглежда като такъв.